# Lanciere (cacciatorpediniere 1907)
Il Lanciere è stato un cacciatorpediniere della Regia Marina.

## Storia
L'apparato motore dell'unità era originariamente alimentato a carbone (95 tonnellate), ma venne modificato in modo da essere alimentato a nafta (65 tonnellate).
Il 2 gennaio 1909 il cacciatorpediniere, insieme alle navi ausiliarie Atlante, Olimpia, Orfeo e Verde, venne inviato a Messina, distrutta da un devastante terremoto, per partecipare alle operazioni di soccorso.
Nel 1911-1912 la nave partecipò attivamente alla guerra italo-turca.
Il 30 settembre 1911 il Lanciere, insieme ai cacciatorpediniere Ostro, Euro, Freccia, Strale e Garibaldino, all'incrociatore torpediniere Coatit, agli incrociatori corazzati Giuseppe Garibaldi e Francesco Ferruccio, venne inviato nelle acque antistanti Tripoli (dove già si trovavano le corazzate Roma e Napoli e l'incrociatore corazzato Varese) per esercitare il blocco navale nei confronti della città.
Il 5 maggio 1912 il cacciatorpediniere fu inviato in pattugliamento tra Bodrum e Smirne, insieme al vecchio incrociatore torpediniere Coatit ed all'incrociatore ausiliario Duca di Genova, per controllare che siluranti turche, che erano basate a Bodrum, non tentassero un eventuale attacco per ostacolare l'occupazione italiana di Rodi. Dopo aver constatato l'assenza di movimento e di forze nemiche, le  navi italiane tornarono a Rodi.
Nella mattinata del 17 maggio dello stesso anno il Lanciere e la vecchia corazzata Emanuele Filiberto supportarono con le loro artiglierie l'avanzata delle truppe italiane nella valle di Psithos, dove si erano asserragliate le ultime truppe ottomane rimaste a Rodi.
All'inizio della prima guerra mondiale la nave faceva parte della III Squadriglia Cacciatorpediniere, basata a Brindisi, che formava assieme ai gemelli Artigliere, Corazziere, Bersagliere e Garibaldino. Comandava la nave il capitano di corvetta Comolli.
La sua prima missione di guerra, il 24 maggio 1915, consisté in un pattugliamento dell'Alto Adriatico, che compì insieme ai gemelli Alpino, Fuciliere, Carabiniere e Garibaldino.
Il 29 maggio dello stesso anno la nave bombardò, insieme ad Artigliere, Bersagliere e Garibaldino, l'impianto chimico «Adria-Werke» di Monfalcone, produttore di gas asfissianti.
Il 7 giugno 1915 l'unità reiterò l'azione di bombardamento contro la fabbrica Adria-Werke. Successivamente non prese più parte ad azioni di rilievo.
Il Lanciere volse inoltre missioni di scorta, come quella dell'8 gennaio 1918, quando scortò sino all'altezza di Savona – ove fu rimpiazzato dal Bersagliere – il convoglio partito da Genova e diretto a New York, composto dai grossi piroscafi passeggeri San Giovanni e San Guglielmo (quest'ultimo fu silurato il giorno stesso dal sommergibile tedesco U 63 e s'inabissò ad 800 metri da Loano, sulla costa ligure, nel punto 44°07' N e 8°18' E).
Declassato a torpediniera nel luglio 1921, il Lanciere fu radiato due anni più tardi ed avviato alla demolizione.